# Mobbing in der Schule
Unter Mobbing in der Schule versteht man ein gegen Schüler gerichtetes Mobbing durch Mitschüler: Drangsalieren, Gemeinsein, Ärgern, Angreifen und Schikanieren (englisch "to mob" für "anpöbeln, angreifen"). Sind Lehrer Ziel solcher Angriffe, spricht man üblicherweise von Mobbing am Arbeitsplatz. Gehen dagegen die Angriffe von einem Lehrer aus, so macht sich dieser (bei Minderjährigen) der Misshandlung von Schutzbefohlenen schuldig.
Es lassen sich vier Erscheinungsformen unterscheiden:
- soziale Schädigung (relationales Mobbing: z. B. bewusstes Ignorieren, Hinausekeln oder Ausschließen aus sozialen Gruppen, Verleumden);
- mündliche oder schriftliche Schmähung (verbales Mobbing: z. B. verletzende Spitznamen, Beschimpfungen, Beleidigungen, Bodyshaming);
- körperliche Gewalt und körperliche Bedrohungen (physisches Mobbing: z. B. Schlagen, Treten, An-den-Haaren-Ziehen, sexuelle Übergriffe);
- Angriffe auf das Eigentum (z. B. Bestehlen, Beschädigen).

## Definition
Laut Dan Olweus bedeutet Mobbing, dass „ein oder mehrere Individuen, wiederholte Male und über einen längeren Zeitraum negativen Handlungen von einem oder mehreren Individuen ausgesetzt sind“. Aus dieser Definition lassen sich drei zentrale Charakteristiken von Mobbing folgern:
- Wiederholungsaspekt: Mobbing bezieht sich auf ein Verhaltensmuster bei Tätern und Opfer und nicht auf eine einzelne Handlung. Dieses Verhaltensmuster tritt bei Mobbing wiederholt und über einen längeren Zeitraum auf (Wochen, Monate oder sogar Jahre).[4]
- Verletzungsabsicht (negative Handlung): Mobbing-Täter führen wiederholt verletzende Handlungen gegen ihre Opfer aus mit der klaren Absicht, ihrem Opfer Schaden zuzufügen.[4] Es handelt sich um negative Handlungen, wenn ein Individuum einem anderen Schaden beziehungsweise Unannehmlichkeiten zufügt oder zuzufügen versucht. Solche Handlungen können verbal (drohen, verspotten, beschimpfen, …), physisch (schlagen, schubsen, treten, kneifen, festhalten, …) oder non-verbal (Grimassen schneiden, böse Gesten, Rücken zuwenden, …) vonstattengehen. Olweus betrachtet auch einzelne schikanöse Vorfälle als Mobbing, wenn diese sehr schwerwiegend sind.[5]
- Machtungleichgewicht: Mobbing erfordert, dass zwischen dem Opfer und dem Täter (oder der Gruppe von Tätern) ein Ungleichgewicht von Kräften herrscht, das sich z. B. auf körperliche oder psychische Stärke beziehen kann. Es handelt sich Olweus zufolge nicht um Mobbing, wenn zwei gleich starke Schüler miteinander streiten.[6]

Besonders im englischen Sprachraum wird für Mobbing unter Schülern oft allgemein der Begriff „Bullying“ benutzt, ohne zwischen Einzelpersonen (englisch Bully für „Tyrann“) oder Gruppen (englisch Mob für „Pöbel“) als Aggressoren zu differenzieren. Die meisten wissenschaftlichen Publikationen unterscheiden deshalb zwischen Bullying als Angriff in der Schule und Mobbing als Angriff am Arbeitsplatz, obwohl in beiden Kontexten weit reichende Parallelen feststellbar sind.

## Verbreitung
In einer 2007 vom Zentrum für empirische pädagogische Forschung der Universität Koblenz-Landau durchgeführten Online-Befragung, an der 1997 Schüler aller Klassenstufen teilnahmen, äußerten 54,3 Prozent, dass sie von direktem Mobbing betroffen seien. 19,9 Prozent fühlten sich von Cyber-Mobbing betroffen. Direktes Mobbing kommt häufiger in den unteren Klassenstufen vor, während in den höheren Klassenstufen der Anteil des Cyber-Mobbing ansteigt. Nach dieser Studie sind sowohl bei direktem Mobbing als auch bei Cyber-Mobbing männliche Schüler häufiger Opfer als weibliche. Dagegen ergab eine britische Regierungsstudie im Jahr 2008, dass Jungen und Mädchen gleich oft Opfer waren. 70 bis 81 Prozent aller behinderten Kinder (gegenüber 65 Prozent der nichtbehinderten Kinder) gaben hier an, in den letzten drei Jahren Opfer von Mobbing gewesen zu sein.
Der „Bullying- und Viktimisierungsfragebogen“ (BVF) (von Nandoli von Marées und Franz Petermann) gilt als ein Instrument, mit dem man das Ausmaß mutmaßlichen Mobbings an einer Schule messen kann. Von Marées veröffentlichte 2008 ihre Dissertation Konstruktion und Analyse von Instrumenten zur Erfassung vom Bullying im Vor- und Grundschulalter. Die Schüler- und auch die Lehrerversion des BFV bestehen aus einer Täter- und einer Opferskala.

## Täter

### Einzeltäter
Ein sogenannter Schulhofbully, also ein einzelner Raufbold der sich an einem schwächeren Mitschüler vergreift, zeichnet sich oft durch Impulsivität und ein stark ausgeprägtes Bedürfnis aus, andere zu dominieren. Typisch ist eine positivere Einstellung gegenüber physischer Gewalt als bei Durchschnittsschülern. Sein Gewaltpotenzial richtet sich oft nicht nur gegen Schüler, sondern auch gegen Lehrer und Eltern.
Die geistige Verfassung eines Schulhofbullys lässt sich beschreiben durch Vorstellungen wie z. B. „es ist okay, jemanden zu schlagen, wenn du vor Wut ausflippst“, „wenn du vor einem Kampf zurückschreckst, denken alle, du bist feige“ oder „jemand, der zusammengeschlagen wird, leidet nicht wirklich so sehr“. Wie die US-amerikanischen Psychologen John D. Coie und Janis B. Coopersmidt beschrieben haben, werden die meisten Schulhofbullys von ihren Altersgenossen schon zwei bis drei Stunden nach dem ersten Kontakt als unsympathisch beurteilt. Don Offort hat in einer Langzeitstudie beobachtet, dass bis zu 50 % der Kinder, die als Sechsjährige Unruhestifter waren, mit anderen Kindern nicht zurechtkamen und Eltern und Lehrern ständigen Widerstand entgegengesetzt haben, als Teenager straffällig wurden. Weil sie sich in das soziale System des Klassenzimmers nicht einfügen und von Lehrern schnell als lernunwillig abgeschrieben werden, versagen Schulhofbullys spätestens von der dritten Klassenstufe an meist auch akademisch.

### Gruppentäter
Karl Gebauer sieht eine tiefer liegende Bindungsproblematik als Auslöser und in den Demütigungen und der Gewaltanwendung die Anzeichen einer emotionalen Unsicherheit. Mehrere Analysen mit unterschiedlichen Methoden (unter anderem Untersuchung von Stresshormonen und projektive Tests) haben jedoch widerlegt, dass es sich bei den Aggressionen und dem brutalen Verhalten um ein Zeichen der Angst und des mangelnden Vertrauens („harte Schale – weicher Kern“) handeln könnte. Die empirischen Ergebnisse von Olweus weisen eher auf das Gegenteil hin: Mobber sind demnach weniger furchtsam und unsicher. Sie haben ein durchschnittliches oder verhältnismäßig starkes Selbstvertrauen. Unsicherere und ängstlichere Individuen ergreifen üblicherweise nicht die Initiative. Sie tendieren dazu, Mitläufer oder Zuschauer zu sein. Mobber weisen zudem eine niedrigere Empathie auf, insbesondere die emotionale Empathie – das Empfinden der Emotionen anderer – scheint bei ihnen nur gering ausgeprägt zu sein. Besonders Mädchen mit geringer Empathie treten häufig als Täter auf. Laut einer Studie der Psychologen Gianluca Gini und Tiziana Pozzoli besteht sowohl bei Jungen als auch bei Mädchen ein starker Zusammenhang zwischen als maskulin geltenden Charakterzügen (wie dem Zeigen von sozialer Dominanz und Aggressivität) und dem Praktizieren von Mobbing. Bei Mädchen sei diese Verbindung zwar schwächer, aber dennoch signifikant. Schäfer und Korn charakterisieren schikanierende Schüler als in gewissem Rahmen sozial kompetent. Sie üben großen Einfluss aus, sind aber unbeliebt und benutzen ihre sozialen Fähigkeiten zum Schaden ihrer Opfer.
Lehrpersonen reagieren gemäß einer Studie auf Mobbingfälle häufig primär durch autoritäre Interventionen (z. B. verbale Zurechtweisungen, Bestrafungen) gegen die Täter. Die zweithäufigste Intervention ist nicht-strafendes Arbeiten mit den Tätern (z. B. alternative Handlungsweisen aufzeigen, Ursachen besprechen). Zusätzlich werden Mobbingtäter oft an andere erwachsene Personen weiterverwiesen (z. B. Schulleitung) oder andere Personen aus dem Umfeld der Täter miteinbezogen (z. B. Eltern).

## Opfer
Der Psychologe und Mobbingforscher Olweus unterscheidet zwischen zwei Idealtypen von Mobbingopfern an Schulen:
- passives Opfer
- provozierendes Opfer

Die passiven Opfer sind im Allgemeinen ängstlicher und unsicherer. Sie sind empfindlich, vorsichtig und schweigsam, und lehnen sehr oft Gewalttätigkeit ab. Nach Olweus signalisiert das Verhalten der Opfer ihrer Umgebung, dass sie Angst haben und es nicht wagen, sich gegen den Störenfried zu wehren, wenn sie angegriffen werden. Gespräche mit den Eltern von drangsalierten Kindern weisen darauf hin, dass diese bereits im früheren Alter vorsichtig und feinfühlig waren.
Seltener ist das provozierende Mobbingopfer, das im Allgemeinen unkonzentriert und nervös ist. Sein Verhalten schafft Ärger und ein gespanntes Verhältnis. Dies kann in seinem Umfeld negative Reaktionen auslösen. Bei diesen Personen können auch Probleme der Emotionsregulation (z. B. Regulation von Wut und Rache) eine Rolle spielen.
Gefährdet sind vor allem Kinder,
- die kleiner oder schwächer sind als der Durchschnitt.
- die übergewichtig sind.
- die rothaarig sind.[23]
- die ängstlich oder schüchtern sind.
- die sozial nicht akzeptierte Merkmale haben (keine Markenkleidung, ärmliches Aussehen etc.)
- die sich selbst aggressiv verhalten.[24]
- die einem Elternhaus mit überbehütendem Erziehungsstil entstammen.[25]
- die autistisch sind.[26]

Die Situation für das Opfer stellt sich in der Regel wie folgt dar:
- Das Ansehen des Opfers wird gezielt beschädigt.
- Die Kommunikation mit den anderen Kindern/Schülern wird be- und verhindert.
- Die sozialen Beziehungen des Opfers werden zum Ziel des Angriffs.
- Körperliche Übergriffe auf das Opfer.[24]

Lehrpersonen tendieren laut einer Studie häufig dazu, ihre Aufmerksamkeit auf die Täter zu richten (z. B. autoritäre Interventionen), dabei übersehen sie oft die Bedürfnisse der Opfer. Es ist daher wichtig, dass Lehrpersonen vermehrt mit Opfern arbeiten und diese im Rahmen ihrer Möglichkeiten unterstützen.

## Ursachen
Der US-amerikanische Psychologe Kenneth A. Dodge beschreibt Schulhofbullys als emotional ungebildete Kinder, die eine Tendenz haben, das Verhalten anderer Menschen als aggressiv und feindselig zu deuten. Sie nehmen andere spontan als Widersacher wahr und springen ohne Realitätsprüfung zu Schlussfolgerungen, dass der andere einem übel wolle. Infolgedessen schlagen sie beim geringsten Reiz „zurück“, ohne weitere Informationen einzuholen und ohne zu überlegen, wie der Konflikt friedlich beigelegt werden könnte. Während die meisten aggressiven Jungen bis zum Ende des zweiten Schuljahres gelernt haben, ihre Rauflust zu bändigen und Interessenkonflikte durch Verhandeln und Kompromisse beizulegen, sind Bullys im Gegenteil immer mehr auf Zwang und Einschüchterung angewiesen.
Dagegen führt der Sozialpsychologe Elliot Aronson Mobbing unter den Schülern auf ihren Konkurrenzkampf zurück, so wie er von fast allen Unterrichtsformen gefördert wird.
Auch nach dem Schulforscher Wolfgang Melzer kann man Mobbing nicht auf bestimmte Täter- und Opferpersönlichkeiten zurückführen, sondern auf das Schulklima.
Die Psychologen Andrew V. Dane, Zopito Marini, Anthony Volk und Tracy Vaillancourt veröffentlichten 2015 eine Untersuchung, deren Ergebnisse für die Annahme sprechen, dass das am häufigsten während der Adoleszenz auftretende Mobbing ein (bewusst oder unbewusst) aus evolutionspsychologischen Motiven betriebenes Verhalten sei, da das Schädigen Unterlegener den persönlichen Status erhöhe. Mobber hätten daher auch einen größeren Zugang zu Sexualpartnern. Dane, Marini und Volk bekräftigten dies, zusammen mit den Psychologen Ann H. Farrell und Daniel A. Provenzano, in einer weiteren Untersuchung aus dem Jahr 2017. Dieser zufolge bestehe bei Menschen mit gering ausgeprägtem Gewissen sowie wenig Ehrlichkeit, Demut und Verträglichkeit die Neigung, aggressive Verhaltensweisen, wie Mobbing, zur Demonstration von Stärke und Dominanz zu zeigen, um so die eigene sexuelle Anziehungskraft zu erhöhen und jene anderer herabzusetzen. Laut der Untersuchung stimme dieser Umstand auch mit dem Konzept der Dunklen Triade überein. Mit Gewissen verbundene Hemmungen gegenüber Mobbing stiegen jedoch mit zunehmendem Alter an. Beide Untersuchungen kritisieren, dass die Berücksichtigung der sexuellen Gründe von Mobbing bei dessen Bekämpfung zu gering sei, was Unwirksamkeit zur Folge habe und plädieren daher dafür, prosoziale Wege zur Erreichung sexueller Ziele zu analysieren und diese Heranwachsenden zu vermitteln, damit sie von Antisozialen, wie Mobbing, ablassen.

## Folgen

### Gesundheitliche und soziale Auswirkungen
Kinder und Jugendliche verbringen in der Schule viel Zeit mit Gleichaltrigen und streben nach Anerkennung. Leiden sie unter Mobbing und somit unter Ausgrenzung und Ablehnung, leiden sie auch häufig unter negativen Gefühlen, die zu Depressionen, Angstzuständen, Emotionalität und sozialem Rückzug führen können. In den USA wird sogar davon ausgegangen, dass man durch Mobbing-Prävention in den Schulen rund 1,4 Millionen Dollar per Individuum im Gesundheitssystem einsparen könnte.
Emotionen sind auf neuronaler Ebene entscheidend am Lernen beteiligt. Es besteht eine bidirektionale Abhängigkeit: Aspekte der Emotion sind auf die Kognition angewiesen, und Aspekte der Kognition sind auf die Emotion angewiesen. Mobbing hat einen starken Einfluss auf die Emotionen von Schülerinnen und Schülern und somit auch auf das Lernverhalten und den Lernerfolg.
Kinder, die sich in einer Mobbingsituation befinden, sind dem ständigen Gefühl von Angst ausgesetzt. Da Mobbing oft in Verbindung mit Furcht-Emotionen im schulischen Umfeld steht, sind schädliche Auswirkungen auf das schulische Lernen eine häufige Folge. Das mentale Durchspielen potenzieller Bedrohungen beansprucht das Arbeitsgedächtnis, wenn es sich eigentlich mit dem Unterrichtsinhalt und den Lernerfahrungen befassen sollte. Auch der durch Mobbing ausgelöste negative Stress führt zu Konzentrationsschwierigkeiten und verringert die Problemlösefähigkeit. Die mit Mobbing häufig einhergehende Ausgrenzung verringert darüber hinaus die Bereitschaft, intellektuell anspruchsvolle Aufgaben zu bewältigen und die Fähigkeit zum logischen Denken. Auch neigen ausgegrenzte Menschen eher zum Prokrastinieren.
Außerdem findet Lernen bei Heranwachsenden in sozialen Kontexten statt. Durch Mobbing kommt es häufig zu einer schweren psychosozialen Belastung, die sich zusätzlich negativ auf Schulleistungen auswirken kann. Darüber hinaus erhöht sich durch Mobbing das Stresspotenzial für alle Beteiligten, auch für diejenigen, die nicht direkt in das Geschehen involviert sind, was sich negativ auf das Lernklima auswirkt.
Die schulischen Leistungen von Kindern und Jugendlichen werden durch Mobbing verringert, Schulabschlüsse fallen schlechter aus und so der Zugang zu höherer Bildung erschwert. Zudem besteht die Problematik des Opfers sehr häufig darin, dass es, um dem Mobbing zu entgehen, zum Schulverweigerer wird oder die Schule verlässt bzw. wechselt. Faktisch wird damit das Opfer negativ sanktioniert, während der oder die Mobber indirekt belohnt werden. Die Solidarität der Lehrer mit dem Opfer ist nach bisherigen Erfahrungen wenig ausgeprägt.
Wissenschaftlich nachgewiesen werden konnte auch ein Zusammenhang von Mobbing in der Schule und Rauschtrinken. Schüler, die verbale Aggressionen von ihren Lehrern erlebt hatten, waren zu einem höheren Prozentsatz mit Rauschtrinken involviert als Schüler, die keine Aggressivität von Lehrern ihnen gegenüber wahrgenommen hatten.
Die Viktimisierung von Mobbing in der Kindheit ist mit einem Mangel an sozialen Beziehungen, wirtschaftlicher Not und einer als schlecht empfundenen Lebensqualität im Alter von 50 Jahren verbunden. Auch soll Mobbing für rund 29 % der Depressionen im Erwachsenenalter verantwortlich sein. Starke psychosoziale Belastungen wie Mobbing können sowohl Ängste hervorrufen als auch bereits bestehende Ängste bis hin zur Entwicklung einer Angststörung verschlimmern. Opfer von Mobbing können eine psychische Traumatisierung erleiden, selbstverletzendes Verhalten zeigen und auch gewalttätig reagieren, unter Umständen erst Jahre später. In schwereren Fällen kann es auch zu einer komplexen posttraumatischen Belastungsstörung kommen. Die schwerste Folge von Mobbing ist der Suizid; selbst noch Jahrzehnte nach der eigentlichen Tat.
Die Ausgrenzung von einer Gruppe ist eine so grundlegende und schwerwiegende Bedrohung des Wohlbefindens, dass der Körper ähnlich wie auf körperlichen Schmerz reagiert. Fühlt sich jemand chronisch ausgegrenzt, wird die Person nicht nur auf emotionaler, sondern auch auf körperlicher Ebene unempfindlicher. Ausgrenzung kann auf körperlicher Ebene auch zu einer schlechteren Schlafqualität und einer schlechteren Funktion des Immunsystems führen.
Ausgrenzung beeinträchtigt die Fähigkeit, auf die eigenen Emotionen reagieren zu können und zudem emotional auf andere zu reagieren. Ausgegrenzte Menschen neigen eher zu erhöhten Aggressionen und es verringert sich die Bereitschaft zur Selbstkontrolle und Hilfsbereitschaft. Der Grund besteht darin, dass Mobbing emotionalen Stress verursacht, der zu irrationalem und sogar antisozialem Verhalten führen kann. Ferner kann Mobbing emotionale Gefühllosigkeit auslösen, was auf den defensiven Zustand zurückzuführen ist, der als Reaktion auf die Ausgrenzung erzeugt wird. Diese Reaktion kann auch eine veränderte Zeitwahrnehmung, die Vermeidung von selbstbezogener Aufmerksamkeit und die Wahrnehmung von Bedeutungslosigkeit hervorrufen. Die eingeschränkte emotionale Kapazität ist auch mit einer geringeren Fähigkeit verbunden, empathische Anteilnahme gegenüber anderen, die leiden, zum Ausdruck zu bringen.
Nach sexueller Nötigung und Mobbing in ihrer Klasse hatte sich eine vierzehnjährige Schülerin in Danzig das Leben genommen. In einer Studie aller US-amerikanischen School Shootings von Dezember 1974 bis Mai 2000 konnte bei über 70 % der Täter festgestellt werden, dass diese zuvor unter massivem Mobbing in der Schule gelitten hatten.

### Neurowissenschaftliche Perspektive
Die soziale Neurowissenschaft untersucht die neuronalen, hormonellen und immunologischen Prozesse, die aus psychologischen Reizen, Prozessen und Verhaltensweisen resultieren. Die funktionelle Magnetresonanztomographie ermöglicht es den Forschern, die neuronalen Mechanismen zu sehen, die mit Stress und seiner Regulierung zusammenhängen und kann Erklärungen für die Folgen von Mobbing bieten.
Zwei Hauptgehirnregionen sind an der Verarbeitung von Leid im Zusammenhang mit sozialer Ausgrenzung beteiligt, der dorsale anterior Gyrus Cinguli (dACC), der mit belastenden Faktoren von körperlichem Schmerz assoziiert ist, und der rechte ventrale präfrontale Kortex (RVPFC), der Leid im Zusammenhang mit Schmerz und negativen Emotionen reguliert. Die Insula ist ebenfalls beteiligt und wird mit viszeralen Assoziationen wie auch viszeralem Schmerz in Verbindung gebracht. Sie ist bei negativen Erfahrungen wie das Gefühl, ungerecht behandelt zu werden, aktiv und reagiert auf angst- oder bedrohungsbezogene Reize.
Je stärker Kinder und Jugendliche unter der Ausgrenzung und Ablehnung beim Mobbing leiden, desto größer ist die daCC-Aktivität. Die Aktivität in der daCC-Hirnregion zeigt somit den durch Ausgrenzung verursachten Stress an. Je weniger die Heranwachsenden unter der Ausgrenzung beim Mobbing leiden, desto höher ist ihre RVPFC-Aktivität, was zeigt, dass diese Hirnregion dabei hilft, die negativen Erfahrungen zu regulieren. Ist die RVPFC-Aktivität höher, so ist die daCC-Aktivität niedriger.
Das ventrale Striatum und besonders der Nucleus accumbens (NAC) sind am Belohnungslernen und an der Annäherungsmotivation sowie der erfolgreichen Regulation von Emotionen beteiligt. Junge Heranwachsende erleben Ausgrenzung oft als größere Belastung als erwachsene Menschen. Die Ursache hierfür liegt wahrscheinlich in der Hirnreifung, vor allem im Bereich der Frontallappen. Unterschiede in der präfrontalen Funktion in Bezug auf die Fähigkeit zur Emotionsregulation deuten darauf hin, dass Kinder und Jugendliche möglicherweise noch nicht vollständig in der Lage sind, Reaktionen auf negative Erfahrungen zu regulieren, weshalb sie diese als belastender erleben können als Erwachsene.
Auch Hormone interagieren mit Stress. Eine große Bedeutung hat dabei das Stresshormon Cortisol, da es die Kampf-oder-Flucht-Reaktion reguliert und an der Aktivität des Immunsystems beteiligt ist. Es hat sich gezeigt, dass ein höherer Cortisolspiegel im Zusammenhang mit Mobbing-Erfahrung steht, da dieser die Funktion hat, Stresssituationen zu bewältigen. Auch eine höhere dACC-Aktivität ist mit einer höheren Ausschüttung von Cortisol verbunden.
Diejenigen, die dazu neigen, sich in ihren Interaktionen abgelehnt zu fühlen, zeigen auch eine größere Amygdala-Aktivität. Die Amygdala spielt eine große Rolle bei der Steuerung des Verhaltens als Reaktion auf potenzielle reale oder eingebildete Bedrohungen. Die Amygdala ist darauf programmiert, als Reaktion auf jede wahrgenommene Bedrohung sofort eine Furcht-Emotion zu erzeugen und diese Reaktion an den Kortex zu übermitteln. So kann eine unbewusste Angstreaktion die Kontrolle über den Kortex erlangen und unser Bewusstsein besetzen und unser bewusstes Denken beeinflussen.
Nicht nur direkt von Mobbing betroffen zu sein, sondern auch das Beobachten von Mobbing führt zu Stresssituationen. Denn das Empathievermögen hat einen großen Einfluss auf das Stresserleben bei Ausgrenzung und Ablehnung durch Gleichaltrige. Wenn Menschen jemanden in einer stressigen Situation beobachten, werden sie auch selbst Stress erleben, sowohl emotional als auch körperlich. Von Gleichaltrigen abgelehnt zu werden und zu beobachten, wie jemand anderes von Gleichaltrigen abgelehnt wird, führt zu den gleichen hohen Angstwerten. Die Forschung zeigt, dass empathischer Stress direkt mit der Fähigkeit zur Emotionsregulierung zusammenhängt. Mehr empathischer Stress führt zu einer reduzierten Fähigkeit zur Emotionsregulierung.

## Interventionen, Prävention und Hilfe
Bei den Maßnahmen gegen Mobbing ist zwischen unmittelbaren Interventionen und längerfristigen systemischen Präventionsprogrammen zu unterscheiden. Bei ersteren spielen neben den Mitschülern besonders die in der Schule anwesenden Lehrpersonen eine große Rolle. Lehrerpersonen haben mehrere Möglichkeiten, auf den Mobbingvorfall zu reagieren. Eine 2015 veröffentlichte Forschungsstudie zeigte, dass die befragten Lehrer mit bestimmten Verhaltensweisen auf einen hypothetischen Mobbingfall reagieren würden:
1. autoritäts-basierte Interventionen (z. B. mit bestimmtem Auftreten Grenzen setzen, Bestrafungen), gefolgt von
2. nicht-bestrafendem Arbeiten mit den Tätern. Die weiteren drei Verhaltensweisen wurden nur selten genannt:
3. Unterstützung der Opfer,
4. Miteinbeziehung anderer Personen (z. B. Eltern, andere Lehrkräfte, Direktoren) und
5. Ignorieren des Vorfalles (Verletzung der Fürsorgepflicht).[21]

Deutschsprachige Lehrer bevorzugten bisher autoritäre Maßnahmen und konzentrierten sich hauptsächlich auf die Täter. Auf die Unterstützung der Opfer legten sie weniger Wert. Neben den an der Schule tätigen Lehrpersonen können bei akuten Mobbing-Vorfällen auch die schulpsychologischen Beratungsstellen kontaktiert werden – sowohl von den Lehrpersonen als auch den Opfern des Mobbings.
Die Forschung zeigt, dass mit einzelnen Maßnahmen dem verbreiteten und teilweise sehr schwerwiegenden Problem nicht genügend begegnet werden kann. Deshalb wurden umfangreiche Präventionsprogramme entwickelt. Seit 2015 wird in Baden-Württemberg das internationale Olweus Mobbing-Präventionsprogramm eingeführt, koordiniert vom Universitätsklinikum Heidelberg. Das Programm beschränkt sich nicht auf einzelne Interventionen, sondern zielt darauf ab, auf vielen Ebenen langfristig die Beziehungen und Kommunikationsformen in der Schule weiterzuentwickeln und das Schulklima zu verbessern. Es basiert auf vier Regeln: Erwachsene (Lehrkräfte und Eltern) fungieren als Vorbilder und greifen ein, wenn sie sehen, dass etwas nicht stimmt. Zweitens: es gibt klare Ansagen, welches Verhalten an der Schule nicht akzeptiert wird. Drittens: Wer sich nicht daran hält, muss mit Konsequenzen rechnen. Viertens: Anteilnahme: Die Schüler erhalten von Lehrpersonen und Mitschülern eine wohlwollende Aufmerksamkeit. Ein grundlegender Unterschied zwischen dem Olweus-Programm und anderen Präventionsprogrammen gegen Mobbing ist, dass die Auseinandersetzung mit den sozialen Themen in der Schule durchgängig während des gesamten Schuljahres und mit allen stattfindet, also mit Lehrkräften, den Kindern und allen anderen am Schulleben Beteiligten.
In andern Bundesländern wurde damit begonnen, durch präventive Demokratieerziehung Mobbing den Nährboden zu entziehen. Beispielhaft steht hier das rheinland-pfälzische Netzwerk von sogenannten Modellschulen für Partizipation und Demokratie, in dem gemeinsame Strategien gegen Mobbing und Ausgrenzung entwickelt werden. In diesem Zusammenhang ist als eine wichtige Grundlage das von Wolfgang Wildfeuer entwickelte Trainingsprogramm zu nennen, das Lernenden gewaltfreies Konfliktlösen vermittelt und das u. a. im Rahmen des „Neuwieder Moderatorenmodells“ verbreitet wird.
Wissenschaftler der Duke University in North Carolina, darunter der Psychologe John Lochman, haben in den 1980er Jahren Versuchsprogramme durchgeführt, in denen sie aggressive Kinder darin trainiert haben, ihre eigenen Gefühle und die Gefühle und Absichten anderer Kinder aufmerksamer wahrzunehmen. Die teilnehmenden Kinder hatten drei Jahre später weniger Probleme mit ihrem Selbstwertgefühl, in der Schule oder mit Alkohol oder anderen Drogen als die Kinder der Vergleichsgruppe, die keine solche Förderung erhalten hatten.
Als typische Reaktionen auf das Mobbing gelten der ängstliche Rückzug oder der Versuch, dem mobbenden Schüler zu gefallen. Dieses Verhalten aber stabilisiert die Gewalt-Dynamik zwischen Opfer und Täter. Dagegen setzt ein „energisches Auftreten gegenüber den Mobbern (…) der Gewalt viel eher ein Ende als ängstliches Zurückziehen.“ Wird ein Schüler gemobbt, sollte der Fall so schnell wie möglich offengelegt und das Gespräch mit Lehrern, Eltern, der Elternvertretung, der Schulleitung und letztendlich mit den mobbenden Schülern selbst gesucht werden. Die so genannte „Farsta-Methode“ und das „No Blame Approach“ sind erprobte Strategien, dem Problem zu begegnen. Der No-Blame-Approach gilt als besonders für die Grundschule geeignet. Außer Fallschilderungen liegen zur Wirksamkeit des Ansatzes bisher kaum Ergebnisse vor und die Nachhaltigkeit ist ungeklärt. Weitere Schwächen bzw. Probleme sind: Der Erfolg hängt von der Arbeit der Unterstützergruppe (die zu 50 % aus Tätern und ihren Assistenten besteht) und der Lehrkraft ab. Das Opfer könnte sich bloßgestellt fühlen.
Greifen alle pädagogischen Maßnahmen nicht oder hat das Mobben bereits kriminelle Ausmaße angenommen, sollten sich die Betroffenen „auf keinen Fall scheuen, auch rechtliche Schritte einzuleiten“. Zwar gelten Jugendliche in Deutschland bis zum 14. Lebensjahr als schuldunfähig, so dass gegen diese Erziehungsmaßregeln und Jugendarrest nach dem JGG nicht verhängt werden können, bei schuldunfähigen Mobbern erfolgen dennoch Maßnahmen der Kinder- und Jugendhilfe.
Mehrere Metaanalysen zeigen, dass Programme zur Prävention des Mobbings in Schulen meist keine bedeutende Auswirkung auf Mobbing haben. Vor allem werden das Wissen über Mobbing, die Einstellungen und die Wahrnehmung des Themas verbessert, der Einfluss auf die Häufigkeit der Mobbinghandlungen war dagegen gering. Eine gegen Mobbing gerichtete injunktive Klassenorm (was die anderen Schüler in der Klasse für gut und richtig halten) und einige Reaktionen des Lehrers (arbeiten mit den Tätern und dem Opfer, disziplinarische Methoden) zeigten sich – unabhängig voneinander – als effektivste Maßnahmen zur Verringerung von Mobbing.

## Recht
Zu den möglichen Straftatbeständen von Mobbing zählen, wenn man das deutsche Recht betrachtet, unter anderem Gewaltdarstellung (§ 131), Beleidigung (§ 185), üble Nachrede (§ 186), Verleumdung (§ 187), Verletzung der Vertraulichkeit des Wortes (§ 201), Verletzung des höchstpersönlichen Lebensbereichs durch Bildaufnahmen (§ 201a), Körperverletzung (§ 223), Nachstellung (§ 238), Nötigung (§ 240), Bedrohung (§ 241), Diebstahl (§ 242), Raub (§ 249), Erpressung (§ 253), räuberische Erpressung (§ 255), sexueller Missbrauch von Kindern (§ 176), sexueller Übergriff; sexuelle Nötigung; Vergewaltigung (§ 177) und Verletzung des Rechts am eigenen Bild (§ 22, § 33).